# Tagarg Āb
Tagarg Āb (persiska: تَگَرگ آب) är en ort i Iran.   Den ligger i provinsen Chahar Mahal och Bakhtiari, i den centrala delen av landet, 400 km söder om huvudstaden Teheran. Tagarg Āb ligger 2 193 meter över havet och antalet invånare är 119.
Terrängen runt Tagarg Āb är kuperad.Runt Tagarg Āb är det glesbefolkat, med 17 invånare per kvadratkilometer. Närmaste större samhälle är Kord-e Shāmī, 8,4 km norr om Tagarg Āb. Omgivningarna runt Tagarg Āb är i huvudsak ett öppet busklandskap.